# دليل مصادر المعلومات
دليل إلى مصادر المعلومات (بالإنجليزية: Guide to Information sources) هو نوع من الأدلة المرجعية أو الببليوغرافيات المُنظمة التي تهدف إلى توجيه الباحثين والقراء إلى مصادر المعلومات الموثوقة في مجال أو موضوع معين. ويُستخدم هذا النوع من الأدلة على نطاق واسع في البحث العلمي، التعليم العالي، وأعمال المكتبات وعلم المعلومات، لتسهيل الوصول إلى مصادر معلوماتية دقيقة ومناسبة.

## التعريف
يُعرف "دليل إلى مصادر المعلومات" على أنه قائمة أو عرض منهجي لأهم المصادر المتوفرة في مجال محدد، سواء كانت كتبًا، مقالات علمية، موسوعات، قواعد بيانات، أو مصادر إلكترونية. وهو لا يقدم المعلومات النهائية بحد ذاته، بل يوجه الباحث إلى الأماكن التي يمكنه أن يجد فيها المعلومات المطلوبة.

## الأنواع

### حسب التخصص
توجد أدلة متخصصة في كل فرع من فروع المعرفة، مثل:
- الطب: تشمل قواعد بيانات مثل ببمد ودوريات طبية متخصصة.
- القانون: تستخدم أدلة مثل Westlaw أو LexisNexis للوصول إلى الوثائق القانونية والأحكام القضائية.
- العلوم الإنسانية: تُعنى بالمصادر الأدبية، التاريخية، والفكرية.
- الهندسة والتقنية: تركّز على الأدلة التي توجه إلى الدوريات العلمية، المعايير، وبراءات الاختراع.

### حسب الشكل
- مطبوعة: مثل الأدلة المرجعية الورقية التقليدية.
- إلكترونية: مثل أدلة قواعد البيانات الإلكترونية أو بوابات المكتبات.
- هجينة: تجمع بين المطبوعة والإلكترونية.[3]

## الاستخدام في المكتبات والتعليم
تُعد هذه الأدلة جزءًا أساسيًا من مجموعات المكتبات الأكاديمية، وغالبًا ما تُدرّس في مقررات مهارات البحث أو محو الأمية المعلوماتية. كما يستخدمها أمناء المكتبات لتقديم الإرشاد المرجعي للباحثين، ولتصميم بوابات معلوماتية حسب التخصص.

## الفرق بين الدليل والفهرس
بينما يقوم الفهرس بإدراج جميع العناوين المتوفرة في مكتبة أو قاعدة بيانات، فإن "دليل إلى مصادر المعلومات" يقوم باختيار أفضل وأهم هذه المصادر وترتيبها حسب الأهمية أو التخصص، وقد يتضمن تعليقات أو تقييمات مختصرة.